# Petrus Pramm
Petrus Pramm, född 25 mars 1888 i Kopparberg, död 5 mars 1940 i Göteborg, var en svensk fotograf.
Pramm studerade och praktiserade i USA, Kanada och England 1913. Han etablerade en ateljé i Karlstad 1914 och i Göteborg 1927. Porträttfotografen Curt Götlin utbildade sig hos honom. År 1926 tilldelades Pramm titeln hovfotograf. Han deltog i talrika internationella utställningar och var kommissarie för en fotografiutställning i Göteborg 1929.
Pramms dotter Inga, född 1918, var från 1958 gift med generaldirektören för Sveriges Geologiska Undersökning Arne Wesslén. En yngre dotter, Birgitta Pramm-Johansson, född 1924, var även hon fotograf och gifte sig 1943 med regissören Ivar Johansson.